# Petrus Haquini Warelius
Petrus Haquini Warelius, död 15 juni 1671 i Åsbo församling, Östergötlands län, var en svensk präst.

## Biografi
Petrus Haquini Warelius blev 1647 student vid Åbo akademi och filosofie magister 1653. Han blev 1655 rektor vid Eksjö trivialskola och prästvigdes 13 juli 1656. Warelius blev 1662 kyrkoherde i Åsbo församling och var 1667 preses vid prästmötet. Han avled 15 juni 1671 i Åsbo församling.

### Familj
Warelius gifte sig med en kvinna (död 1660). De fick tillsammans dottern Anna Warelius (1658–1707) som var gift med borgmästaren Mattias Sundwall i Vadstena. Warelius gifte sig andra gången 1661 med Magdalena Eosander (1642–1711). Hon var dotter till Johannes Nicolai Eosander och Elisabet Trana i Åsbo församling. Warelius och Eosander fick tillsammans barnen Katarina Warelius som var gift med kyrkoherden Johannes Skoug i Furingstads församling, Johan Warelius (död 1718) i Åbo och Kristina Elisabet Warelius som var gift med kyrkoherden Georgius Embring i Furingstads församling och befallningsmannen Per Persson i Röks församling. Efter Warelius död gifte Magdalena Eosander om sig första gången med kyrkoherden Nicolaus Bothvidi Rising i Åsbo församling och andra gången med kyrkoherden Abraham Warling i Åsbo församling.